# Emojipedia
Emojipedia è un sito web dove è possibile consultare il significato e l'uso comune di tutti i caratteri emoji nello standard Unicode. Più comunemente descritta come un'enciclopedia di emoji o un dizionario di emoji, Emojipedia si occupa anche della pubblicazione di articoli e della fornitura di strumenti che tengono traccia dei nuovi caratteri emoji, delle modifiche nel loro design delle e tendenze di utilizzo. È di proprietà di Zedge dal 2021.
Emojipedia è un membro votante del Consorzio Unicode.

## Storia
Jeremy Burge creò Emojipedia nel 2013,; stando a quanto ha detto all'Hackney Gazette, "l'idea è nata quando Apple ha aggiunto delle emoji a iOS 6 senza però menzionare però quali fossero nuove".
Emojipedia è salita alla ribalta con il rilascio di Unicode 7 nel 2014, quando The Register rilevò che "l'enciclopedia online delle emoji ha ricevuto talmente tante visite da finire offline", facendo riferimento agli intervalli di inattività in cui all'epoca il sito rimaneva fuori servizio.
Nel 2015, Emojipedia strinse la sua prima partnership con Quartz per rilasciare un'app che consentiva agli utenti di accedere alle emoji delle bandiere nazionali, che prima non erano visualizzabili su iOS.
All'inizio del 2016 Emojipedia ha riferito a Business Insider di aver registrato "oltre 140 milioni di visualizzazioni sulle sue pagine web" all'anno, riuscendo a ricavarne un profitto. A metà del 2016, Emojipedia "ha esortato Apple a ripensare il suo progetto di conversione dell'emoji della pistola in una pistola ad acqua", facendo presente come ciò avrebbe creato confusione tra le piattaforme.
Nel 2017 la Biblioteca del Congresso ha lanciato il Web Cultures Web Archive, un archivio che documenta la storia di meme, gif ed emoji facendo riferimento a siti quali Emojipedia, Boing Boing e GIPHY.
Il Sydney Morning Herald ha rilevato che il sito ha ricevuto 23 milioni di visualizzazioni nell'ottobre 2017. Pare che le visualizzazioni totali tra il 2013 e il 2019 abbiano raggiunto il miliardo a febbraio 2019. Il New Yorker ha riferito che Emojipedia ha registrato 50 milioni di visualizzazioni ad aprile 2020.
Ad agosto 2021, Emojipedia è stata acquisita da Zedge per un importo non divulgato.
A febbraio 2022, Keith Broni è diventato caporedattore di Emojipedia, subentrando al fondatore e chief emoji officer Jeremy Burge.

## Notizie e analisi
Nel 2016 un'analisi di Emojipedia ha dimostrato che l'emoji della pesca è usata molto spesso per rappresentare i glutei.
Nel 2017, dopo che il CEO di Google Sundar Pichai si è impegnato a "far passare in secondo piano tutto il resto" per dedicare la sua attenzione all'aggiornamento dell'emoji dell'hamburger su Android, Emojipedia ha rivelato che il problema degli strati di formaggio nell'hamburger era stato risolto.
Nel 2018 Emojipedia ha rivelato che Apple prevedeva di "aggiustare" il design del suo emoji della ciambella aggiungendo della crema al formaggio, a seguito dei reclami degli utenti.

## Giornata internazionale delle emoji
La Giornata internazionale delle emoji è stata istituita da Emojipedia nel 2014 e si tiene il 17 luglio di ogni anno. Secondo il New York Times, il 17 luglio è stato scelto perché il design dell'emoji del calendario su iOS mostra mostra proprio questa data.
Emojipedia ha approfittato della seconda Giornata internazionale delle emoji per lanciare EmojiVote, "un esperimento di democrazia per le emoji". Tra 2017 e 2020, Apple ha sfruttato questo evento per fornire anteprime delle nuove emoji su iOS. Ogni anno Emojipedia comunica i vincitori dei World Emoji Awards: in passato, gli annunci sono stati tenuti dal vivo alla Borsa di New York e al National Museum of Cinema.

## Adotta un'emoji
Emojipedia aveva lanciato Adotta un'emoji a settembre 2015, in quanto "tentativo di rimuovere le pubblicità dal sito", secondo Wired. A dicembre 2015, l'Unicode Consortium ha fatto un tentativo simile.
Il programma è stato arrestato a novembre 2016 perché utenti e inserzionisti lo confondevano con la raccolta fondi di Unicode a causa di reciproche somiglianze.

## Impatto culturale
Le immagini di Emojipedia per i futuri design di emoji sono state utilizzate come materia prima per le battute dei monologhi di apertura di programmi televisivi notturni come The Daily Show, Jimmy Kimmel Live e The Tonight Show con Jimmy Fallon.
Nel 2018, il Press Herald di Portland Maine ha riferito che il senatore Angus King aveva approvato una nuova emoji di aragosta ma il design di Emojipedia è stato contestato in quanto "anatomicamente scorretto": il numero di zampe dell'aragosta era sbagliato, ma è stato corretto successivamente. La rivista Slate parla a questo proposito di "una vittoria per gli scienziati e gli appassionati di aragoste di tutto il mondo".
Lo skater Tony Hawk ha criticato il design dello skateboard di Emojipedia definendolo una tavola "da anni '80 ... da principiante, decisamente poco rappresentativa dello sport moderno" e successivamente ha collaborato con l'azienda per produrre un design aggiornato.
Su BBC Radio 4, Stephen Fry ha descritto l'impatto di Emojipedia sulla lingua inglese definendo la piattaforma come "una specie di Académie française per iPhone".

## Precedente legale
Nel 2018, Emojipedia è stata convocata dalla Corte federale d'Australia in qualità di "sito web affidabile nello spiegare come interpretare questi volti" da un avvocato dell'attore Geoffrey Rush durante un caso per diffamazione contro Nationwide News. Rush aveva inviato a un collega attore quella che lui stesso ha descritto come "l'emoji più pazza che sono riuscito a trovare". Rush ha detto che avrebbe usato un'emoji di Groucho Marx o di Fozzie Bear dei Muppets se fosse esistita. Secondo i rapporti, l'avvocato di Rush "ha tentato di consegnare al giudice Michael Wigney una stampa della pagina di Emojipedia dedicata alla spiegazione del significato di quell'emoji", ma un avvocato di Nationwide News si è opposto, affermando che "non importa cosa Emojipedia dice che sia l'emoji". Il giudice Wigney ha convenuto che la definizione di un'emoji "è negli occhi di chi guarda": dedurre il contesto all'interno del messaggio sarebbe dunque più importante della definizione di Emojipedia.